# 中之条陣屋
中之条陣屋（なかのじょうじんや）は、長野県坂城町にあった天領代官所（代官陣屋）のひとつ。建物は現存しない。前身の坂木陣屋（さかきじんや）についても扱う。坂城町指定史跡。

## 沿革

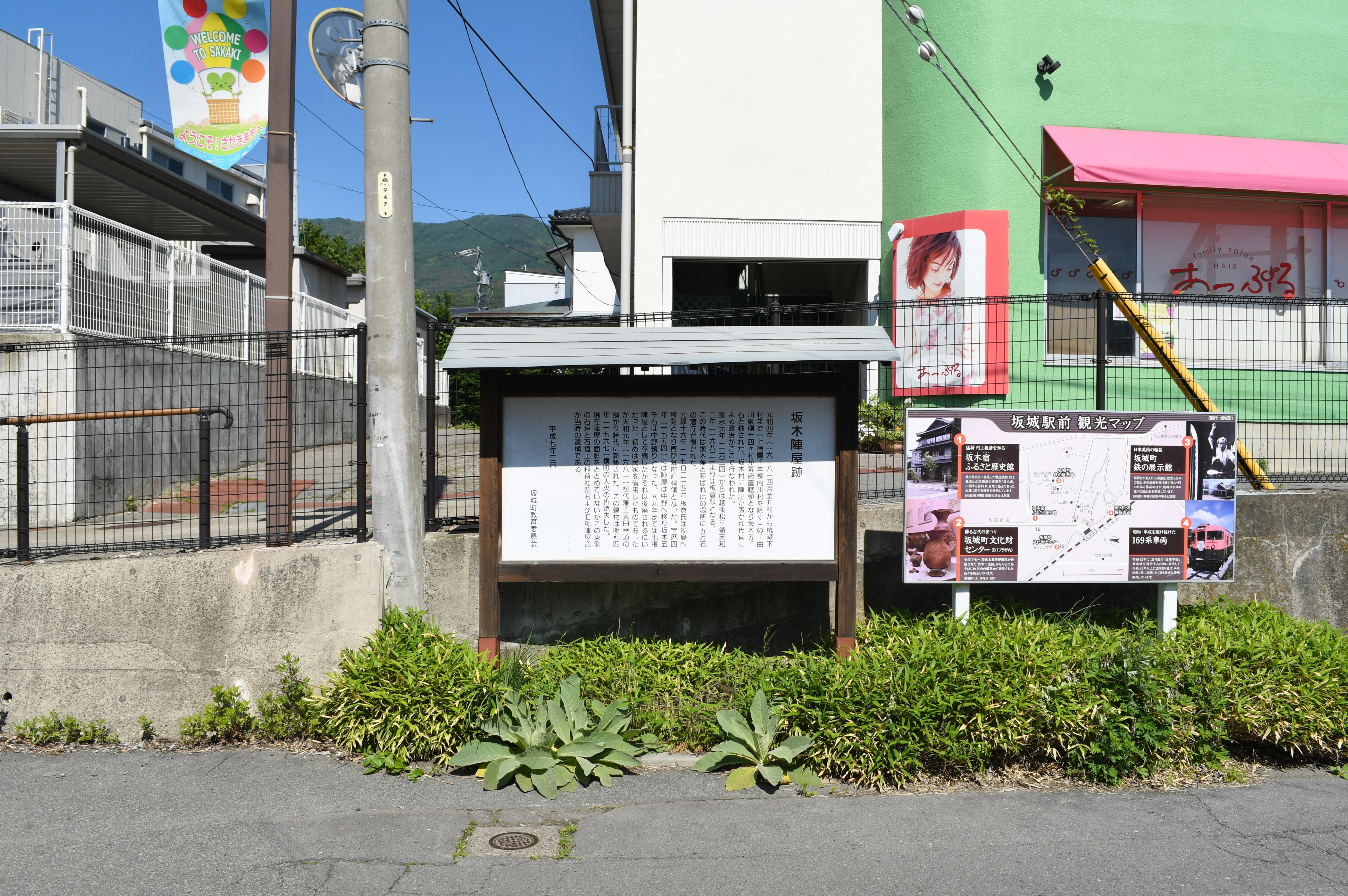
坂木陣屋跡

- 元和8年（1622年）：松代藩主酒井忠勝の転封により天領となり、坂木に陣屋を置く。
- 寛永元年（1624年）：越後高田藩領となる。
- 天和元年（1681年）：松平光長改易に伴い、松代藩預かりとなる。
- 天和2年（1682年）：坂木藩立藩。
- 元禄15年（1702年）：坂木藩廃藩により、再び天領となる。
- 宝暦9年（1759年）：坂木陣屋廃止。中野陣屋他の出張陣屋となる。
- 明和4年（1767年）：坂木陣屋が火災で焼失。
- 安永7年（1778年）：中之条に陣屋を置く。
- 慶應4年（1868年）：明治新政府により廃止され、尾張藩の取締役所となる。同年伊那県中之条局となる。
- 明治3年（1870年）：中野県設置。
- 明治4年（1871年）：長野県成立。

## 歴代代官一覧
坂木代官
| 代                                                    | 氏名                        | 任期                                    |
| ----------------------------------------------------- | --------------------------- | --------------------------------------- |
| 1                                                     | 大関長右衛門                | 元和8年（1622年） 〜 寛永元年（1624年） |
| 諸藩領時代： 寛永元年（1624年） 〜 元禄15年（1702年） |                             |                                         |
| 2                                                     | 平岡治郎右衛門 平岡彦兵衛   | 元禄15年（1702年） 〜 宝永2年（1705年） |
| 3                                                     | 金丸又左衛門                | 宝永2年（1705年） 〜 宝永4年（1707年）  |
| 4                                                     | 金丸四郎兵衛                | 宝永4年（1707年） 〜 正徳2年（1712年）  |
| 5                                                     | 都筑小三郎                  | 正徳2年（1712年） 〜 享保元年（1716年） |
| 6                                                     | 都筑藤十郎                  | 享保元年（1716年） 〜 享保6年（1721年） |
| 7                                                     | 増田太兵衛                  | 享保6年（1721年） 〜 享保8年（1723年）  |
| 8                                                     | 松平九郎左衛門              | 享保8年（1723年） 〜 享保20年（1735年） |
| 9                                                     | 鈴木平十郎                  | 享保20年（1735年） 〜 元文2年（1737年） |
| 10                                                    | 大草太郎左衛門 室七郎右衛門 | 元文3年（1738年）                       |
| 11                                                    | 安生太左衛門                | 元文3年（1738年） 〜 元文5年（1740年）  |
| 12                                                    | 浅岡彦四郎                  | 元文5年（1740年） 〜 宝暦3年（1753年）  |
| 13                                                    | 天野助次郎                  | 宝暦3年（1753年） 〜 宝暦8年（1758年）  |
| 14                                                    | 布施弥一郎                  | 宝暦8年（1758年） 〜 宝暦9年（1759年）  |
| 15                                                    | 志村新左衛門                | 宝暦9年（1759年）                       |

中之条代官
| 代 | 氏名           | 任期                                     |
| -- | -------------- | ---------------------------------------- |
| 1  | 平岡彦兵衛     | 安永7年（1778年） 〜 天明6年（1786年）   |
| 2  | 守屋弥惣左衛門 | 天明6年（1786年） 〜 天明8年（1788年）   |
| 3  | 野村八蔵       | 天明8年（1788年） 〜 寛政3年（1791年）   |
| 4  | 広瀬伊八郎     | 寛政3年（1791年） 〜 寛政5年（1793年）   |
| 5  | 河尻甚五郎     | 寛政5年（1793年） 〜 寛政7年（1795年）   |
| 6  | 蓑笠之助       | 寛政7年（1795年） 〜 文化元年（1804年）  |
| 7  | 恩田新八郎     | 文化元年（1804年） 〜 文化5年（1808年）  |
| 8  | 稲垣藤四郎     | 文化5年（1808年） 〜 文化8年（1811年）   |
| 9  | 杉庄兵衛       | 文化8年（1811年） 〜 文化9年（1812年）   |
| 10 | 阿久沢弥平治   | 文化9年（1812年） 〜 文化10年（1813年）  |
| 11 | 男谷彦四郎     | 文化10年（1814年） 〜 文政3年（1820年）  |
| 12 | 荒井平兵衛     | 文政3年（1820年） 〜 文政10年（1827年）  |
| 13 | 井上五郎左衛門 | 文政10年（1827年） 〜 文政12年（1829年） |
| 14 | 大原四郎右衛門 | 文政12年（1829年） 〜 天保3年（1832年）  |
| 15 | 蓑笠之助       | 天保3年（1832年） 〜 天保5年（1834年）   |
| 16 | 大原左近       | 天保5年（1834年） 〜 天保13年（1842年）  |
| 17 | 森親之助       | 天保13年（1842年）                       |
| 18 | 石井勝之助     | 天保13年（1842年） 〜 弘化2年（1845年）  |
| 19 | 川上金吾助     | 弘化2年（1845年） 〜 嘉永2年（1849年）   |
| 20 | 鈴木大太郎     | 嘉永2年（1849年） 〜 安政元年（1854年）  |
| 22 | 森孫三郎       | 安政元年（1854年） 〜 安政5年（1858年）  |
| 23 | 木村董平       | 安政5年（1858年） 〜 文久元年（1861年）  |
| 24 | 安藤伝蔵       | 文久元年（1861年） 〜 文久3年（1863年）  |
| 25 | 甘利八右衛門   | 文久3年（1863年） 〜 慶応2年（1866年）   |
| 26 | 松本直一郎     | 慶応2年（1866年） 〜 慶應4年（1868年）   |